# Gonomyia subappendiculata
Gonomyia subappendiculata är en tvåvingeart som beskrevs av Alexander 1954. Gonomyia subappendiculata ingår i släktet Gonomyia och familjen småharkrankar. Inga underarter finns listade i Catalogue of Life.